# Jorge Manuel Lopes Silva
Jorge Manuel Lopes da Silva (Lisbona, 23 giugno 1959) è un ex calciatore portoghese, di ruolo attaccante.

## Palmarès

### Competizioni nazionali
- Coppa di Portogallo: 2

Benfica: 1979-80 e 1984-85